# Knap og Hægte
Knap og Hægte eller Hægt mig i Ryggen er en dansk stum komediefilm fra 1911 produceret af Nordisk Films Kompagni og instrueret af Eduard Schnedler-Sørensen efter manuskript af Gustav Hetsch.
Filmen blev i tysktalende lande distribueret som Knopf und Hagen og i engelsktalende lande som Buttons and hooks.

## Handling
Et ægtepar småskændes over bagateller, og da de skal til fin middag, vil de ikke hjælpe hinanden med påklædningen. Tjenestepigen må hjælpe fruen, og herefter herren. Men da tjenestepigen ordner herrens krave, kommer fruen ind og ser pigen med armene om herrens hals. Fruen bliver vred og smider tjenestepigen på porten. Parret går til middag, og skændes, og kommer hjem igen, men vil ikke hjælpe hinanden af med festtøjet. Herren forlader huset for at få nogle af sine ungkarlevenner til at hjælpe sig, men han møder tjenestepigen og nogle af hendes veninder, og de går på dansebule. I hjemmet ringer fruen til redningskorpset for at få hjælp, og da herren kommer hjem, ser han redningskorpset med armene om fruen. Efter et komisk opgør, lover ægtefolkene, at de ikke fremover vil lade en knap og en hægte komme imellem dem.

## Medvirkende
- Carl Alstrup - Advokat Durand
- Karen Lund - Berthi, Durands kone
- Emilie Sannom - Jeanette, Durands pige
- Frederik Buch - Chefen for redningskorpset
- Franz Skondrup
- Frederik Jacobsen
- Maja Bjerre-Lind
- Zanny Petersen
- Doris Langkilde
- Lau Lauritzen Sr.
- Mathilde Felumb Friis
- Svend Bille